# Coccorchestes hamatus
Coccorchestes hamatus är en spindelart som beskrevs av Balogh 1980. Coccorchestes hamatus ingår i släktet Coccorchestes och familjen hoppspindlar. Inga underarter finns listade i Catalogue of Life.